# Augustin Bogislaus Weltzel

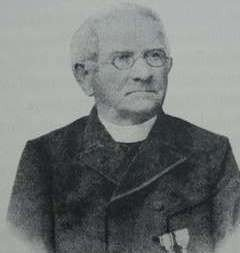
Augustin Bogislaus Weltzel

Augustin Bogislaus Weltzel (* 9. April 1817 in Jeltsch, Landkreis Oels; † 4. November 1897 in Tworkau, Landkreis Ratibor) war ein deutscher römisch-katholischer Priester und Landeshistoriker von Oberschlesien.

## Leben
Augustin Weltzel war der Sohn eines Waldaufsehers auf den Gütern des Grafen von Saurma-Jeltsch. Nach dem Abitur am Breslauer Gymnasium und dem Studium der Katholischen Theologie an der Universität Breslau wurde er am 8. Mai 1841 zum Priester geweiht.
Er wurde zunächst Pfarrvikar in Stettin, dann in Pommersdorf bei Stettin. 1857 wurde er mit Unterstützung des Grafen von Saurma-Jeltsch Pfarrer in Tworkau, wo er bis zu seinem Tod 1897 blieb.
1863 wurde er zum Mitglied des Reichstages für den Kreis Ratibor gewählt. 1866 zeichnete ihn der preußischen König Wilhelm II. mit dem Roten Adlerorden der IV. Klasse aus. 1899 verlieh ihm die Universität Breslau die Ehrendoktorwürde.
Schon während des Aufenthaltes in Pommern interessierte sich Weltzel für Geschichte. Nach dem Umzug ins oberschlesische Tworkau begann er in den Archiven von Ratibor, Breslau, Oppeln, Berlin, Troppau, Prag und Wien zu forschen.
Er verfasste zahlreiche Monographien über oberschlesische Städte sowie Adelsgeschlechter. Er las und ordnete die Schirnding’sche Sammlung zu der heute überlieferten Sammlung.
Seit 2007 verleiht die Bewegung für die Autonomie Schlesiens den Augustin-Weltzl-Preis „Der Oberschlesische Tacitus“ für wissenschaftliche Abhandlungen über die Geschichte Oberschlesiens.

## Werke
- Geschichte der Stadt und Herrschaft Ratibor, Ratibor 1861 (2. Aufl. 1881).
- Geschichte der Stadt, Herrschaft und ehemaligen Festung Cosel, 1866, (2. Aufl. 1888).
- Geschichte des Geschlechts der Saurma und Sauerma. Denkschrift zur 300jährigen Gedächtnißfeier der Fideicommiß-Stiftung Jeltsch am 1. Mai 1869, als Manuscript gedruckt 1869. Ratibor 1869 Digitalisat
- Geschichte der Stadt Neustadt in Oberschlesien, 1870, polnische Übersetzung Dzieje miasta Prudnika na Górnym Śląsku, 2005.
- Geschichte des edlen und freiherrlichen Geschlechts von Eichendorff, 1876.
  - Franz Heiduk (Hrsg.): Geschichte des edlen und freiherrlichen Geschlechts von Eichendorff (= Aurora-Buchreihe. Band 7). Jan Thorbecke Verlag, Sigmaringen 1992, ISBN 3-7995-2030-9.
- Geschichte der Stadt und Herrschaft Guttentag (1882).
- Zwei Nekrologe: Eduard Cauer und Friedrich von Schirnding. In: Zeitschrift des Vereins für Geschichte und Althertum Schlesiens 16 (1882), S. 301 ff.
- Geschichte des edlen, freiherrlichen und gräflichen Geschlechts von Praschma, 1883 (2. Aufl. 1992).
- Geschichte des Ratiborer Archypresbiteriates, Breslau 1885 (2. Aufl. 1896).
- Geschichte der Stadt Sohrau in Ober-Schlesien, Verlag des Magistrats, Sohrau O/S 1888 (Google Books), polnische Übersetzung: Historia miasta Żory na Górnym Śląsku, 1997.
- Chronik der Parochie Pogrzebin, Ratibor 1888.
- Besiedlungen des nördlich der Oppa gelegenen Landes, Bd. 1–2, Leobschütz 1890−189.1
- Das fürstliche Cisterzienserstift Himmelwitz, Breslau 1895.
- Pomniki pobożności po ślachetnej rodzinie hrabiów z Gaszyna w Górnym Śląsku. Uniwersytet Opolski, Opole 2003, ISBN 83-906929-3-7.
- Żywot błogosławionej Eufemii, księżnej raciborskiej z zakonu św. Dominika.
- Dzieje hrabiów von Oppersdorff. (verschollen).